# Moema portugali
Moema portugali är en fiskart som beskrevs av Costa, 1989. Moema portugali ingår i släktet Moema och familjen Rivulidae. Inga underarter finns listade i Catalogue of Life.